# Olympische Sommerspiele 1984/Teilnehmer (Syrien)
| Gelbes Symbol für Goldmedaillen mit stilisierten Olympischen Ringen | Graues Symbol für Silbermedaillen mit stilisierten Olympischen Ringen | Braundes Symbol für Bronzemedaillen mit stilisierten Olympischen Ringen |
| ------------------------------------------------------------------- | --------------------------------------------------------------------- | ----------------------------------------------------------------------- |
| —                                                                   | 1                                                                     | —                                                                       |

Syrien nahm an den Olympischen Sommerspielen 1984 in Los Angeles mit einer Delegation von neun männlichen Athleten an neun Wettkämpfen in fünf Sportarten teil. Fahnenträger bei der Eröffnungsfeier war der Ringer Joseph Atiyeh, er gewann auch die einzige Medaille für Syrien.

## Medaillengewinner

### Silber
| Name          | Sportart | Wettkampf               |
| ------------- | -------- | ----------------------- |
| Joseph Atiyeh | Ringen   | Schwergewicht, Freistil |

## Teilnehmer nach Sportarten

### Boxen
- Naasan Ajjoub
Schwergewicht: 1. Runde

- Mohamed Ali El-Dahan
Weltergewicht: 2. Runde

### Gewichtheben
- Salem Ajjoub
Mittelschwergewicht: 20. Platz

- Abuaihuda Ozon
II. Schwergewicht: 10. Platz

### Ringen
- Joseph Atiyeh
Schwergewicht, Freistil: Silber

- Mohamed Nakdali
Leichtgewicht, griechisch-römisch: 6. Platz

- Mohamed Zayar
Weltergewicht, Freistil: 2. Runde

### Schießen
- Mohamed Ragheb
Skeet: 38. Platz

### Wasserspringen
- Alaeddin Soueidan
Turmspringen: 25. Platz in der Qualifikation